# 蘇芮
蘇芮（スー・ルイ、またはスー・レイ）は台湾（中華民国）の歌手。ソウルミュージックを中華圏の音楽に取り入れた。

## 代表的な曲
- 奉獻
- 跟着感覺走
- 酒干倘賣無
- 一樣的月光
- 親愛的小孩
- 是否
- 再回首
- 花若離枝
- 沈默的母親
- 是不是這樣
- 請跟我來
- 一樣的感覺
- 憑著愛